# Angelo Muscat
Angelo Muscat (Malta, 24 settembre 1930 – Londra, 10 ottobre 1977) è stato un attore maltese.
È apparso in 14 dei 17 episodi della famosa serie televisiva degli anni Sessanta Il prigioniero, come maggiordomo muto. Particolare la sua altezza di soli 1,3 m, ha interpretato uno degli Oompa-Loompa in Willy Wonka e la fabbrica di cioccolato (non accreditato, 1971). Comparve pure nel film Magical Mystery Tour dei Beatles.

## Curiosità
- Costruiva a mano gabbie in legno decorate per uccelli.

## Filmografia
- Doctor Who, episodio Galaxy 4 (1965)
- Alice nel paese delle meraviglie (1966)
- The Beatles Magical Mystery Tour (1967)
- Il prigioniero (1967-1968) serie TV
- Willy Wonka e la fabbrica di cioccolato (1971)